# Provincia di Esfahan
La provincia di Esfahan (in persiano: استان اصفهان; traslitterato anche nella forma Isfahan, Espahan, Sepahan o Isphahan) è una delle trentuno province dell'Iran.
Il territorio è chiuso a nord (Monti Rud) ed a sud (Monti Zagros) da due alti e inaccessibili rilievi che chiudono un altopiano attraversato dal fiume Zindah.
Il clima temperato ha favorito un denso insediamento della popolazione che si dedica alle culture (frumento, orzo, riso, frutta, tabacco e cotone).
Il capoluogo Esfahan (700 000 abitanti) sul fiume Zindah, a 1 590 metri s.l.m., è un importante centro carovaniero e sede di numerose industrie (siderurgiche, tessili, calzaturiere e dei fiammiferi). Possiede inoltre l'università e l'aeroporto.
Altre città della provincia sono:
- Ardakan, centro agricolo 200 km a sud-est del capoluogo;
- Golpayegan (34 000 abitanti) importante centro agricolo (frumento, cotone e frutta) e dell'artigianato dei tappeti;
- Najafabad (52 000 abitanti) notevole mercato agricolo (cereali, uva e frutta) e dell'artigianato dei tessuti.

## Geografia antropica

### Suddivisioni amministrative
La provincia è suddivisa in 25 shahrestān:
- Shahrestān di Aran-e Bidgol
- Shahrestān di Ardestan
- Shahrestān di Borkhar
- Shahrestān di Borkhar-e Meymeh
- Shahrestān di Buin va Miandasht
- Shahrestān di Chadegan
- Shahrestān di Dehaqan
- Shahrestān di Esfahan
- Shahrestān di Falavarjan
- Shahrestān di Faridan
- Shahrestān di Fereydunshahr
- Shahrestān di Golpayegan
- Shahrestān di Kashan
- Shahrestān di Khomeynishahr
- Shahrestān di Khor e Byabanak
- Shahrestān di Khvansar
- Shahrestān di Lenjan
- Shahrestān di Mobarakeh
- Shahrestān di Nayin
- Shahrestān di Najafabad
- Shahrestān di Natanz
- Shahrestān di Semirom
- Shahrestān di Shahreza
- Shahrestān di Shahin Shahr e Meymeh
- Shahrestān di Tiran-e Karvan